# Михолевич, Владимир
Владимир Михолевич (хорв. Vladimir Miholjević, род. 18 января 1974, Загреб, СР Хорватия, Югославия) — хорватский шоссейный велогонщик.

## Карьера
Стал профессионалом в 1997 году.
Принял участие на всех трёх гранд-турах и престижных однодневках Амстел Голд Рейс, Джиро ди Ломбардия, Льеж — Бастонь — Льеж, Флеш Валонь. Стал чемпионом Хорватии в групповой и индивидуальной гонках.
В 2008 году была включена в состав сборной Хорватии для участия в летних Олимпийских играх в Пекине. На Играх она выступила в групповой гонке.
В 2012 году завершил спортивную карьеру.
С 2015 года организует Тур Хорватии. Является спортивным директором команды Bahrain-Merida.

## Семья
Старший брат Хрвое тоже велогонщик.

## Достижения
1998
 Чемпион Хорватии — групповая гонка
Тур Хорватии
1-й в генеральной классификации
3-й и 5-й этапы
2000
 Чемпион Хорватии — групповая гонка
Тур дю Ду
Ядранска Магистрала
1-й в генеральной классификации
2-й этап
2-й на Тур Словении
3-й на Тур Хорватии
2001
Пореч Трофи 1
2-й на Чемпионат Хорватии — индивидуальная гонка
3-й на Сеа Оттерс Классик
3-й на Тур Словении
3-й на Чемпионат Хорватии — групповая гонка
2004
3-й на Гран-при Лугано
2005
10-й на Чемпионат Цюриха
2007
1-й этап (TTT) на Джиро д’Италия
2008
2-й на Чемпионат Хорватии — групповая гонка
2012
 Чемпион Хорватии — индивидуальная гонка
 Чемпион Хорватии — групповая гонка

## Статистика выступления наГранд-турах
| Гонка / Год     | 2002 | 2003 | 2004 | 2005 | 2006 | 2007 | 2008 | 2009 | 2010 | 2011 |
| --------------- | ---- | ---- | ---- | ---- | ---- | ---- | ---- | ---- | ---- | ---- |
| Джиро д'Италия  | 35   | 40   | 24   | 31   | DNF  | 65   | 21   | 53   | 25   | 31   |
| Тур де Франс    | —    | 50   | —    | —    | —    | —    | —    | —    | —    | —    |
| Вуэльта Испании | 24   | —    | 78   | —    | —    | —    | —    | —    | —    | —    |

## Рейтинги
| Год                 | 2005  | 2006 | 2007 | 2008 | 2009 | 2010  | 2011  | 2012  |
| ------------------- | ----- | ---- | ---- | ---- | ---- | ----- | ----- | ----- |
| ПроТур UCI          | 167-й | -    | -    | -    |      |       |       |       |
| Европейский тур UCI |       |      |      |      |      | 912-й | 664-й | 306-й |
|                     |       |      |      |      |      |       |       |       |
| Источник: UCI       |       |      |      |      |      |       |       |       |